# Districte de Goa
El districte de Goa fou una divisió administrativa del territori de Goa, Daman i Diu a l'Índia, organitzat el 1965. Va existir fins al 1987 quan el districte va esdevenir estat de Goa el qual es va dividir en dos districtes:
- Districte de North Goa
- Districte de South Goa